# Peter Anich

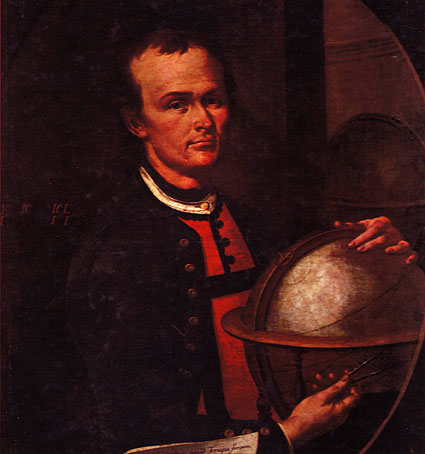
Peter Anich, olio su tela di Philipp Haller, 1759

Peter Anich (Oberperfuss, 22 febbraio 1723 – Oberperfuss, 1º settembre 1766) è stato un cartografo austriaco. Conosciuto soprattutto per l'Atlas Tyrolensis del 1774, uno dei più importanti risultati cartografici internazionali del XVIII secolo. A causa delle sue origini contadine venne soprannominato Bauernkartograf (cartografo contadino). Fu anche stimato come astronomo e costruttore di meridiane e globi.

## Biografia
Peter Anich nasce da Ingenuin e Gertrud Anich, unico figlio maschio fra quattro, nel paese di Oberperfuss nel Tirolo. Fin da piccolo dovette occuparsi della fattoria paterna, precludendosi agli studi. Apprese a scrivere, leggere e far di conto dal parroco del paese; dal padre apprese invece il mestiere di tornitore che gli sarà utile in futuro nella costruzione di strumenti di misura. 
Durante le lunghe notti al pascolo, Anich osservava il cielo con curiosità tanto che su di un pero installò un punto di osservazione. Senza alcuna conoscenza nel campo notò l'immobilità della stella polare intuendo da solo il movimento della sfera celeste. Da qui nacque la sua forte attrazione per l'astronomia. Il desiderio di Peter di approfondire l'astronomia andando a studiare presso i gesuiti ad Innsbruck fu arrestato dalla morte del padre nel 1742. Peter, allora ventenne, rilevò la fattoria di famiglia e il mestiere di tornitore.
Non abbandonò i suoi interessi, e sempre da autodidatta, già nel 1745 costruì la sua prima meridiana verticale su un muro di una casa a Oberperfuss. Tale meridiana risulta essere una costruzione piuttosto complessa, segna infatti non solo le ore, bensì anche i mesi, quasi impossibile da ottenere senza delle conoscenze di trigonometria. Nel 1751, in un viaggio a Innsbruck, Anich fece la conoscenza del gesuita e matematico Ignaz Weinhart, dal quale apprese nozioni di astronomia e matematica. Dopo una breve verifica, padre Weinhart si convinse del talento di Anich e decise di offrirgli lezioni private. Negli anni che seguirono, senza abbandonare il suo lavoro a Oberperfuss, Anich si recava a Innsbruck ogni domenica e nei giorni festivi per prendere lezioni da Weinhart. In cambio delle lezioni private, fabbricava per lui mappamondi e strumenti scientifici.
Attorno al 1756 Anich iniziò ad occuparsi di cartografia. Nel 1759 al cartografo Joseph Freiherr von Spergs venne affidato l'incarico di disegnare una grande carta dell'intera Contea del Tirolo, lavoro al quale dovette rinunciare nel 1760 una volta richiamato a Vienna. Weinhart fece il nome di Anich alla commissione incaricata di portare avanti il progetto e a lui venne definitivamente affidato il suo completamento. Questa divenne la sua opera più riuscita, l'Atlas Tyrolensis. Negli anni successivi Anich si dedicò a misurare e mappare il Tirolo. Non si risparmiò, scalò vette, attraversò paludi, viaggiò sia d'estate che d'inverno. Le privazioni e gli sforzi lo portarono a perdere quasi completamente l'udito e la sua già debole costituzione cedette durante una misurazione nelle paludi dell'Adige, ammalandosi di "febbre biliare", dalla quale non si riprese più.  Gli fu pertanto affiancato dal 1765 l'allievo Blasius Hueber, che in seguito completò l'Atlas Tyrolensis. 
Nell'anno seguente, tornato a casa e impoverito a causa della sua incapacità lavorativa, gli venne conferita la medaglia al valore d'oro dall'imperatrice Maria Teresa d'Austria. Venne inviato inoltre un ritrattista con il compito di immortalarlo e gli venne assegnata una pensione di 200 fiorini all'anno della quale non poté usufruire. La morte sopraggiunse infatti il 1º settembre 1766 a soli 43 anni. La sua unica erede fu sua sorella Lucia.

## Monumenti

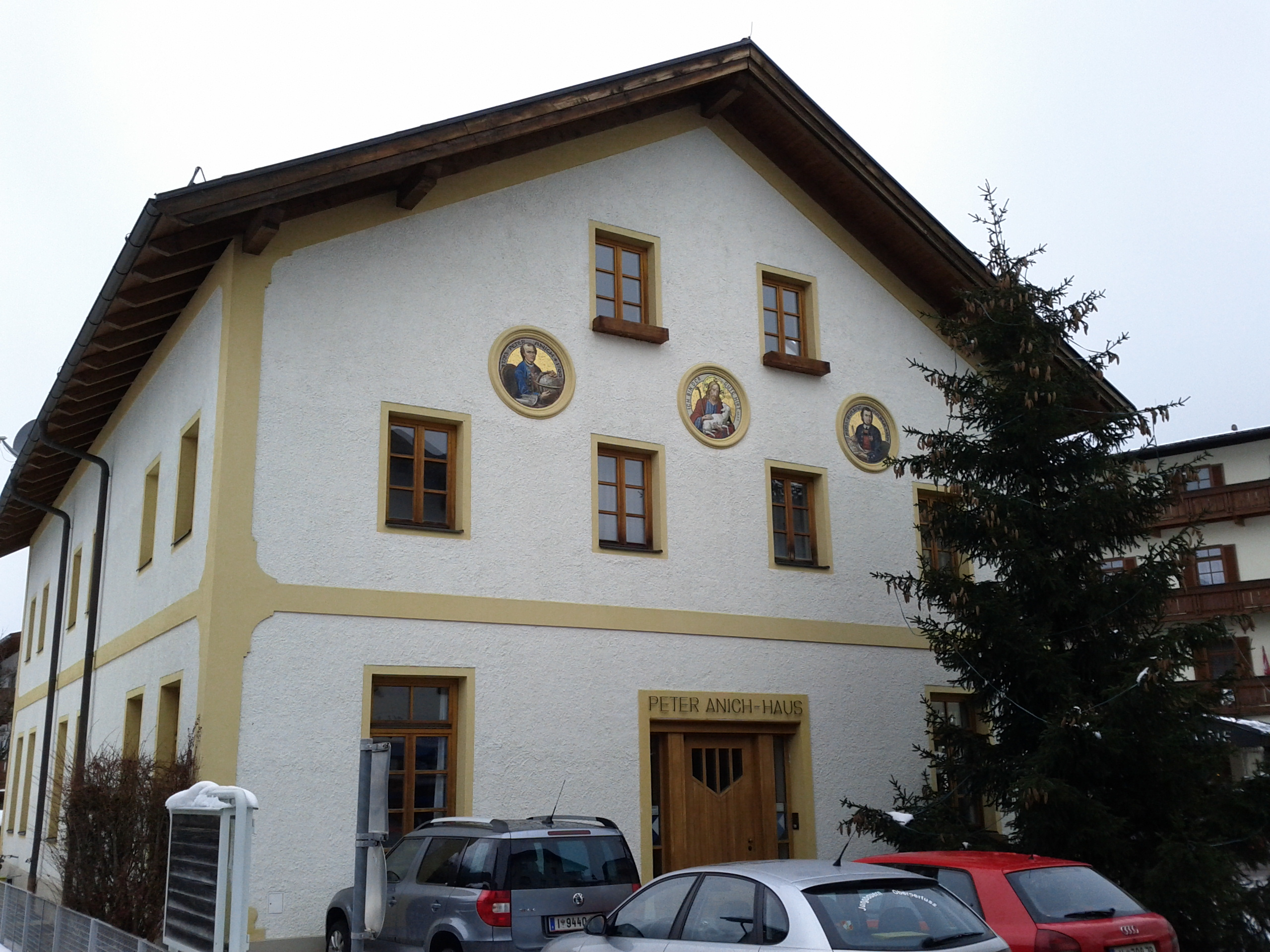
La casa museo di Peter Anich a Oberperfuss

A Peter Anich sono intitolate diverse vie in Austria, come ad esempio l'Anichstraße a Innsbruck, l'Anichgasse a Graz o l'Anichweg nel quartiere Floridsdorf di Vienna. Inoltre portano il suo nome un rifugio alpino, la Peter-Anich-Hütte, situato sulle pendici del Rietzer Grießkogel nelle Alpi dello Stubai e la Anichspitze, vicino al Grosser Ramolkogel nelle Alpi Venoste. In Italia, è a lui dedicato il Rione Peter Anich a Brunico, l'Istituto tecnico per geometri "Peter Anich" in Via Fago 8 a Bolzano e l'osservatorio solare "Peter Anich" nel comune di Cornedo all'Isarco.
Oberperfuss, in memoria del suo figlio più illustre ha assunto nel proprio stemma comunale un planisfero in suo onore. Inoltre qui è stato installato un percorso tematico, il Peter-Anich-Weg e il museo Anich-Hueber-Museum che conserva ed espone documenti, carte, strumenti geodetici, planisferi creati o appartenuti al cartografo.
Un busto in marmo di Anich, opera dello scultore Antonio Spagnoli, decora assieme a quelli di altri letterati, artisti e scienziati, la facciata del Tiroler Landesmuseum Ferdinandeum.

## Opere

L'Atlas Tyrolensis di Peter Anich

L'opera più importante di Peter Anich è senza dubbio l'Atlas Tyrolensis, prova delle sue abilità geodetiche. A causa della grande scala adottata (1:104.000), della sua precisione e della dimensione dell'area visualizzata, questa carta risulta essere uno dei più importanti risultati cartografici internazionali del XVIII secolo ed era nota "all'epoca come la carta austriaca più significativa e più conosciuta a livello internazionale". A maggior riprova della sua abilità resta il fatto che buon parte del lavoro fu realizzato con l'uso di strumenti da lui stesso costruiti. Essa rappresenta tutt'oggi un importante documento storico, soprattutto per la ricerca toponomastica e la glaciologia. Ciò è dovuto anche alla meticolosità di Anich nel rappresentare anche le aree secondarie con identica precisione e quantità di informazioni, come l'estensione dei ghiacciai, l'idrografia e gli alpeggi.
Anich fu anche un apprezzato gnomonico. Almeno dieci grandi meridiane nei dintorni di Innsbruck sono riconducibili al suo operato.
Infine, fra i frutti del suo lavoro, spiccano alcuni globi e sfere armillari. In particolare due di questi di circa un metro di diametro sono visibili oggi al Tiroler Landesmuseum Ferdinandeum di Innsbruck.